# Euderces dimidiatipennis
Euderces dimidiatipennis är en skalbaggsart som först beskrevs av Julius Melzer 1932.  Euderces dimidiatipennis ingår i släktet Euderces och familjen långhorningar.
Artens utbredningsområde är:
- Costa Rica.
- Nicaragua.

Inga underarter finns listade i Catalogue of Life.